# Argasso bokförlag

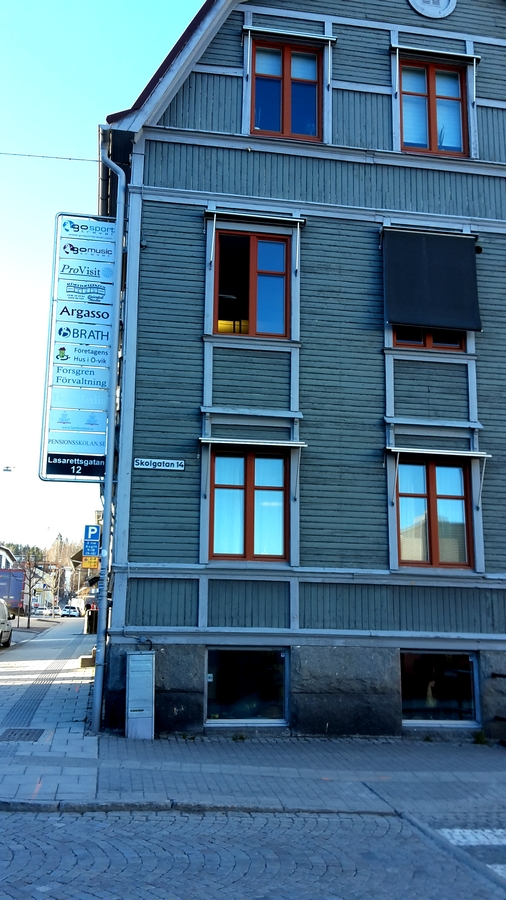
Argasso bokförlag i hörnet Lasarettsgatan-Skolgatan, i Örnsköldsvik.

Argasso bokförlag är ett familjeägt barnboksförlag i Örnsköldsvik, som grundades i december 2002 av Göran Olsson, och ger ut ett tjugotal titlar per år. Förlagets huvudsakliga fokus ligger på lättlästa böcker för barn och ungdomar i serien Läsvänligt, men det ger även ut kapitelböcker, facklitteratur och grafiska romaner. Fram till 2013 har bokförlaget gett ut cirka 150 titlar, några av dem även som e-böcker och ljudböcker.

## Utgivning
Argasso ger främst ut lättläst litteratur för barn och ungdomar med lässvårigheter eller svenska som andraspråk, under namnet Läsvänligt. Förlaget har också andra bokserier som tekniskt sett inte är lättlästa men ändå framtagna för att underlätta läsning i specifika sammanhang - litterära klassiker omstöpta i serieformat eller faktaböcker med seriestrippar och skämt. Utgivningen riktar sig huvudsakligen till skolor, bibliotek och föräldrar.

### Läsvänligt
Serien Läsvänligt består av lättlästa barn- och ungdomsböcker av författare som ...
- Kate Cann
- Nigel Hinton
- Bo R Holmberg
- Malorie Blackman
- Kim Olin
- E.E. Richardson
- Bali Rai
- Robert Swindells
- Catherine MacPhail

Många av böckerna är översättningar av böcker som det skotska förlaget Barrington Stoke gett ut.

### Klassiska seriealbum
En serie grafiska romaner som återberättar de stora klassikerna. Serien använder sig av originaltexten från böckerna och är alltså inte lättläst, men görs mer lättillgänglig genom seriemediet.
I serien finns utgivet:
- Frankenstein
- MacBeth
- Jane Eyre
- Dracula
- Svindlande höjder
- Lysande utsikter

### Förfärliga fakta
Faktaböcker för barn och ungdomar om historia och naturvetenskap. Förfärliga fakta bygger på de populära engelska serierna Horrible Histories, Horrible Science, The Knowledge med flera och är faktagranskade av svenska experter.